# 埃斯巴赫河
50°00′59″N 10°23′20″E / 50.016329°N 10.388968°E
埃斯巴赫河是德國的河流，位於該國東南部，由巴伐利亞負責管轄，屬於美因河的右支流，河道全長2.3公里，發源自蓋德海姆西南面。